# Stary Krasieniec
Stary Krasieniec est une localité polonaise de la gmina d'Iwanowice, située dans le powiat de Cracovie en voïvodie de Petite-Pologne.